# Un amore, una vita
Un amore, una vita (Everybody's All-American) è un film del 1988 diretto da Taylor Hackford.

## Trama
In Louisiana, Gavin “Ghost” Gray, divenuto campione del football americano nel 1956, sposa la giovane Babs Rogers, eletta Miss Magnolia. Sempre osannato dalla folla negli stadi, la sua vita è segnata dai trionfi ottenuti e dalla sviscerata ammirazione e dall'affetto degli amici, tra i quali Edward Lawrence, un mastodontico giocatore, e Donnie, il nipote diciottenne soggiogato dal fascino dei due e segretamente innamorato della zia Babs. Dopo alcuni anni allietati dalla nascita di quattro bambini, mentre le capacità fisiche ed atletiche di Gavin vengono a scemare, Babs, risvegliatasi dal torpore in cui è vissuta, si inserisce nel mondo degli affari gestendo un bar con l'aiuto di Edward che, poco dopo per debiti di gioco, viene ucciso da ignoti. Prigioniero del suo stesso mito, Gavin si fa più pigro, né sembra accorgersi dell'unico incontro d'amore che Donnie, ora titolare di una cattedra all'Università, ha avuto con Babs. Questo l'unico torto che Babs ha fatto in tutti quegli anni al marito che ama (e da cui è riamata), malgrado l'affetto che essa conserva per Donnie. Poi Gavin diventa aiuto istruttore di golf presso il club "Terra turf" e Babs dirige con impegno una catena di ristoranti. In un ultimo nostalgico incontro con i suoi ammiratori, Gavin ha modo di palesare il suo incondizionato amore per il gioco e per Babs.